# سينيفيل (كيبك)
سينيفيل (بالإنجليزية: Senneville, Quebec)‏ هي local municipality of Quebec تقع في كندا في Urban agglomeration of Montreal. يقدر عدد سكانها بـ 920 نسمة ومساحتها 18.60 كم2 .